# Moyenisauropus lusitanicus
Moyenisauropus lusitanicus Figueiredo et al., 2023, é o nome atribuído a uma nova icnoespécie fóssil de dinossauro, proveniente do Jurássico Inferior (195 milhões de anos) de Alvaiázere (distrito de Leiria). Estas pegadas são as mais antigas da Península Ibérica. Foram descobertas em 2005, mas só em 2023 é que foram descritas e estudadas. Estão localizadas na Formação de Coimbra (Bacia Lusitânica) e foram produzidas num ambiente de planície costeira por dinossauros tireóforos.